# Agrypon japonicum
Agrypon japonicum là một loài tò vò trong họ Ichneumonidae.